# The Hilarious House of Frightenstein
The Hilarious House of Frightenstein è una serie televisiva canadese in 130 episodi trasmessi dal 1971 al 1997.
È una serie per ragazzi del genere commedia a sfondo educativo incentrata sulle vicende orrorifiche del conte Frightenstein, tredicesimo figlio del conte Dracula esiliato nel castello di Frightenstein a Frankenstone, in Canada, per non aver fatto rivivere Brucie J. Monster, un mostro tipo Frankenstein. Ogni episodio segue gli sforzi del conte, tramite sketch comici, di far rivivere Brucie e viene aperto e chiuso dal presentatore Vincent Price. Frightenstein è assistito da Igor, un incompetente aiutante in sovrappeso interpretato da Fishka Rais, un cantante jazz sudafricano.

## Personaggi e interpreti
- Conte Frightenstein, interpretato da Billy Van.
- The Professor, interpretato da Julius Sumner Miller.
- Narratore, interpretato da Vincent Price.
- Igor, interpretato da Fishka Rais.

## Produzione
La serie fu prodotta da Riff Markowitz e Mitch Markowitz per la CHCH-TV e girata negli studios di CHCH Channel 11 a Hamilton in Canada.

## Distribuzione
La serie fu trasmessa in Canada dal 1971 al 1997 inizialmente sulla rete televisiva CHCH 11, in seguito in syndication in Canada e negli Stati Uniti.